# USL 됭케르크
USL 됭케르크(프랑스어: USL Dunkerque)는 프랑스 됭케르크에 위치한 축구 클럽이다. 2023-24년 시즌부터 리그 2에 참가하고 있으며, 2022-23년 시즌에는 샹피오나 나시오날에서 승격을 달성했다. 클럽 색상은 녹색과 파란색이며, 홈 경기는 스타드 마르셀 트리뷔에서 열린다.

## 역사
클럽은 1909년에 창단되었으며 리그 2보다 더 높은 리그에서 뛴 적은 없다. 1929년과 2025년에 쿠프 드 프랑스 준결승에 두 번 진출했으며 1930년, 1937년, 1968년, 1971년에 5번 8강에 진출했다.
클럽은 코로나19 범유행으로 인해 2019-20년 시즌 샹피오나 나시오날 시즌이 조기 종료된 2020년에 리그 2로 승격되었다. 당시 됭케르크는 2위를 차지하고 있었으며, 프랑스 축구 연맹 집행위원회에 의해 승격되었다. 2021-22년 리그 2 시즌이 끝난 후 클럽은 다시 샹피오나 나시오날로 강등되어 2부 리그에서 두 시즌을 보냈다. 2023년 5월 26일, 클럽은 MM 아레나에서 르망 FC를 2-3으로 이겼다. 이로써 2위를 확정지었고, 1년간의 공백 끝에 2023-24 시즌 동안 리그 2로 승격할 수 있었다.

## 선수 명단

### 현역
참고: FIFA 자격 규정에 따라 소속된 국가대표팀 국기를 표시합니다. 선수는 복수의 FIFA 비회원국 국적을 가지고 있을 수 있습니다.
| 번호 | 포지션 | 국적   | 이름            |
| ---- | ------ | ------ | --------------- |
| 25   | DF     | 앙골라 | 누리우 포르투나 |

| 번호 | 포지션 | 국적           | 이름             |
| ---- | ------ | -------------- | ---------------- |
| 77   | FW     | 사우디아라비아 | 무하나드 알 사드 |
| 80   | FW     | 모로코         | 게심 야신        |